# ریمن ام
ریمن ام که در آمریکای شمالی با نام ریمن آرِنا شناخته می شود یک بازی مهمانی چند نفره است که توسط یوبی سافت ساخته و منتشر شده است. این بازی شامل دو نسخه است: نسخه اصلی برای پلی استیشن ۲ و مایکروسافت ویندوز و نسخه های آمریکای شمالی گیم کیوب و ایکس باکس که هر دو نسخه دارای محتوای اختصاصی هستند. این بازی که در سری ریمن اسپین آف است ، تعدادی از عناصری را که قبلاً در ریمن ۲: فرار بزرگ ظاهر شدند ، مانند کنترل های مشابه ، گیم پلی و طراحی سطح ، حفظ می کند. این بازی به دو حالت بازی تقسیم شده است که هر دو تا چهار بازیکن را پشتیبانی می کند: مسابقات پیاده روی و نبردهای مبتنی بر میدان.

## ریمن راش
ریمن راش (به انگلیسی:Rayman Rush) یک بازی مسابقه ای پیاده است که توسط یوبی سافت شانگهای ساخته و یوبی سافت منتشر شده است. این بازی یک ویروس ریمن ام برای پلی استیشن است ، اما فقط نیمه مسابقه را نشان می دهد. تنیسیس با یک شخصیت جدید گلوبته(Globette) ، تبدیل ورزشی دوازده مسیر مسابقه و یک فیلم مقدماتی کمی ویرایش شده جایگزین شد. به دلیل محدودیت های سخت افزاری پلی استیشن ، این بازی فقط از حداکثر دو بازیکن پشتیبانی می کند.